# Norops haguei
Norops haguei är en ödleart som beskrevs av  Stuart 1942. Norops haguei ingår i släktet Norops och familjen Polychrotidae. Inga underarter finns listade i Catalogue of Life.